# Moulin Rouge

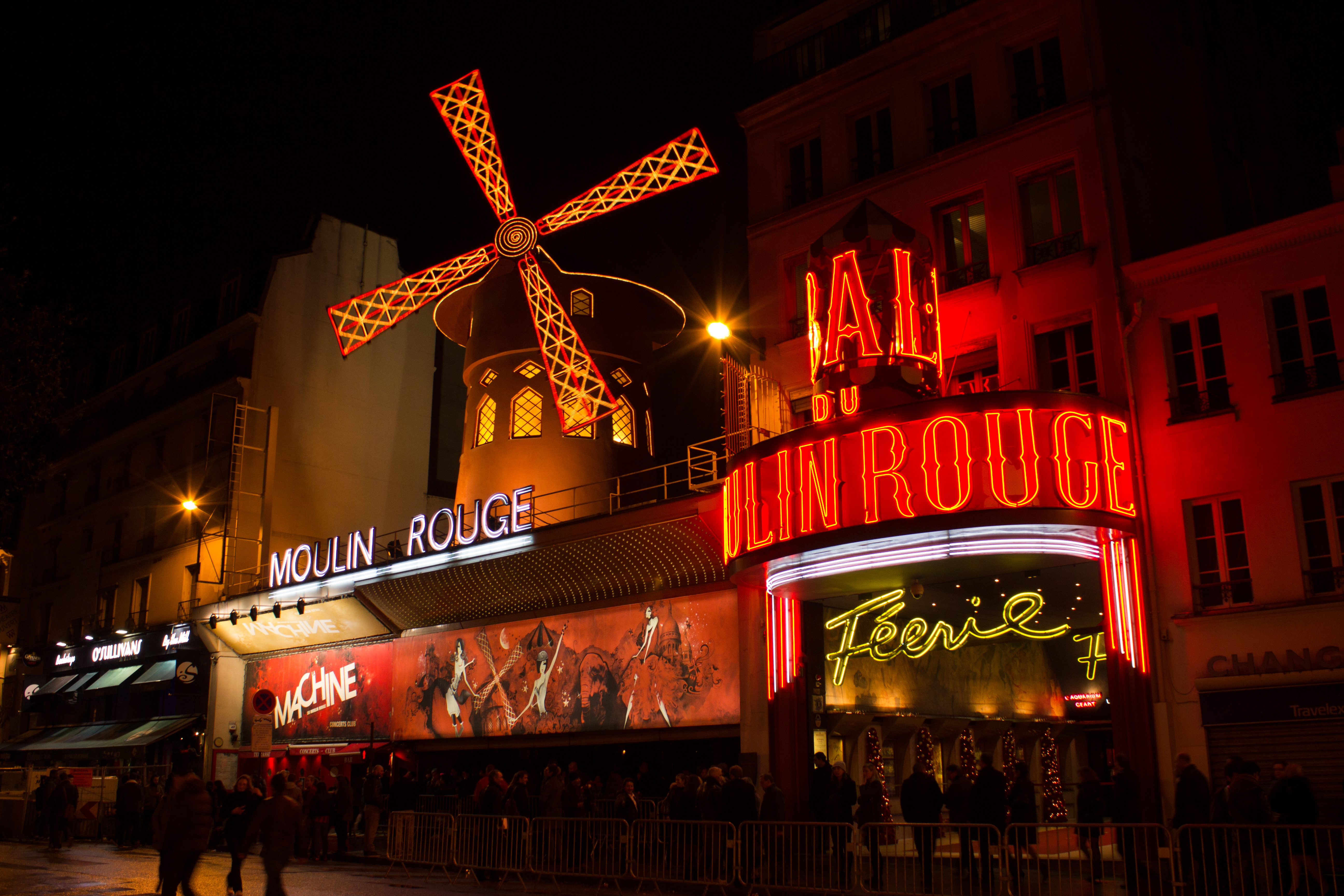
Moulin rouge ban đêm

Moulin rouge (trong tiếng Pháp có nghĩa là "cối xay gió đỏ") là một tiệm hát (cabaret) nổi tiếng của Paris, được xây dựng năm 1889 bởi Joseph Oller. Nó nằm trong khu phố Pigalle, một "khu đèn đỏ" của Paris, trên Đại lộ Clichy, gần với đồi Montmartre.
Từ một trăm năm nay Moulin rouge được cả thế giới biết đến qua hình ảnh chiếc cối xay gió đỏ với các vũ nữ chân dài quyến rũ trong điệu nhảy Cancan nổi tiếng.
Henri de Toulouse-Lautrec sơn nhiều áp phích và cảnh thú vui về đêm tại Moulin rouge.

## Tranh

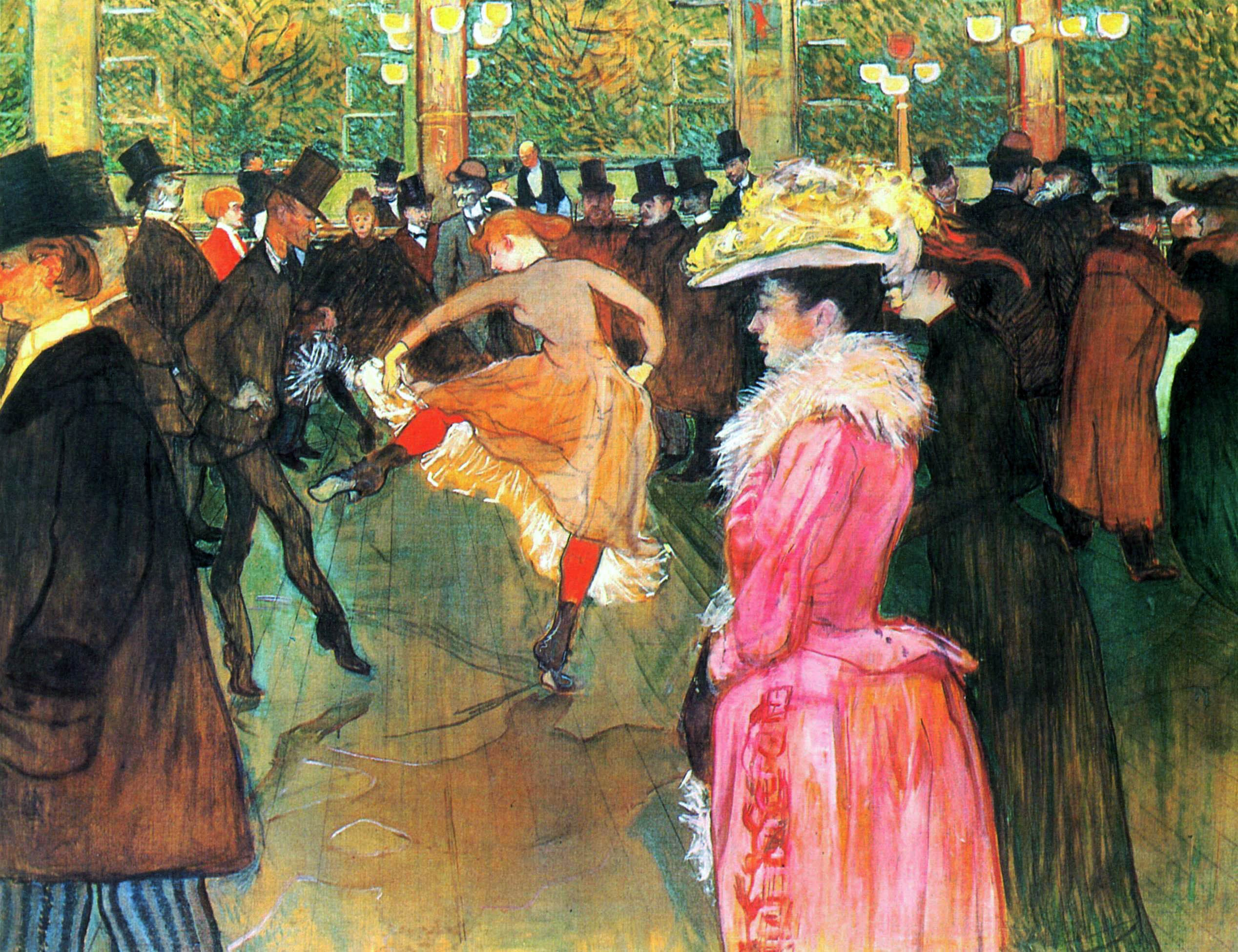
Khiêu vũ trong Moulin Rouge
Henri de Toulouse-Lautrec, 1889

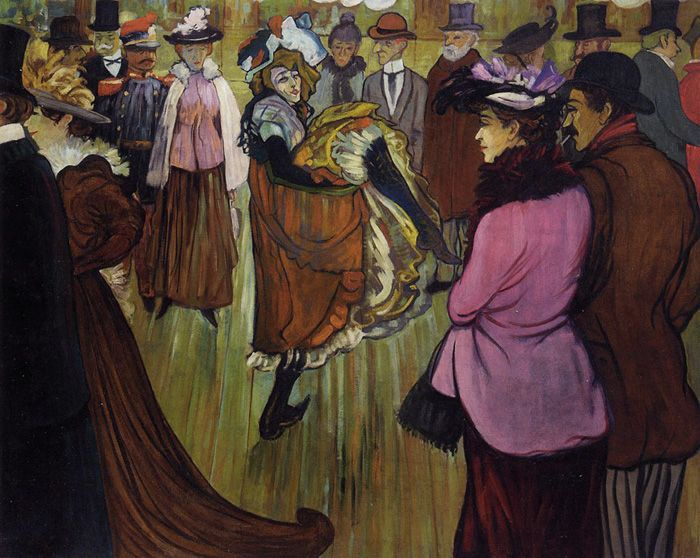
Cabaret Moulin Rouge
Louis Anquetin, 1893

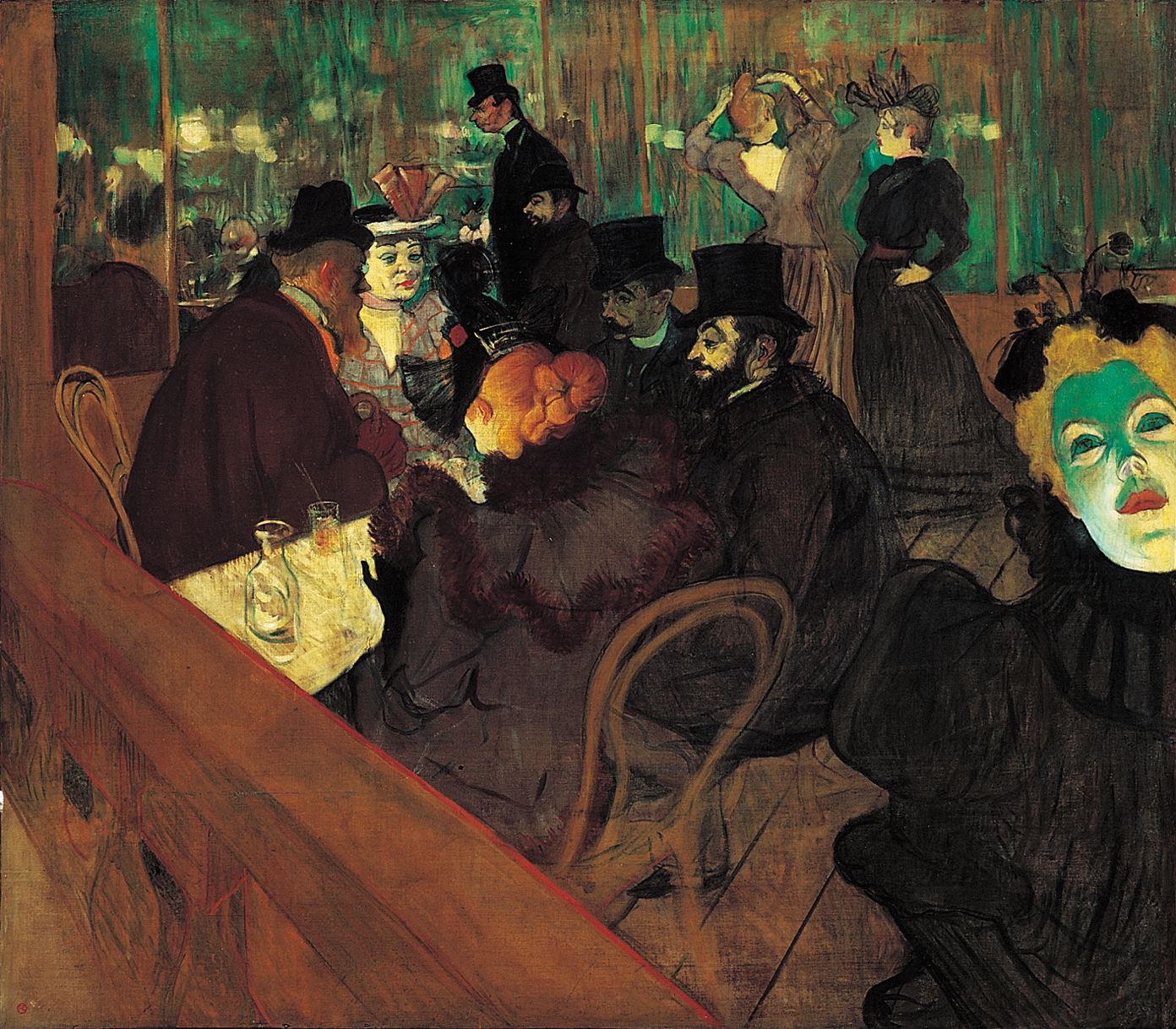
Trong Moulin Rouge
Henri de Toulouse-Lautrec, 1895

## áp phích

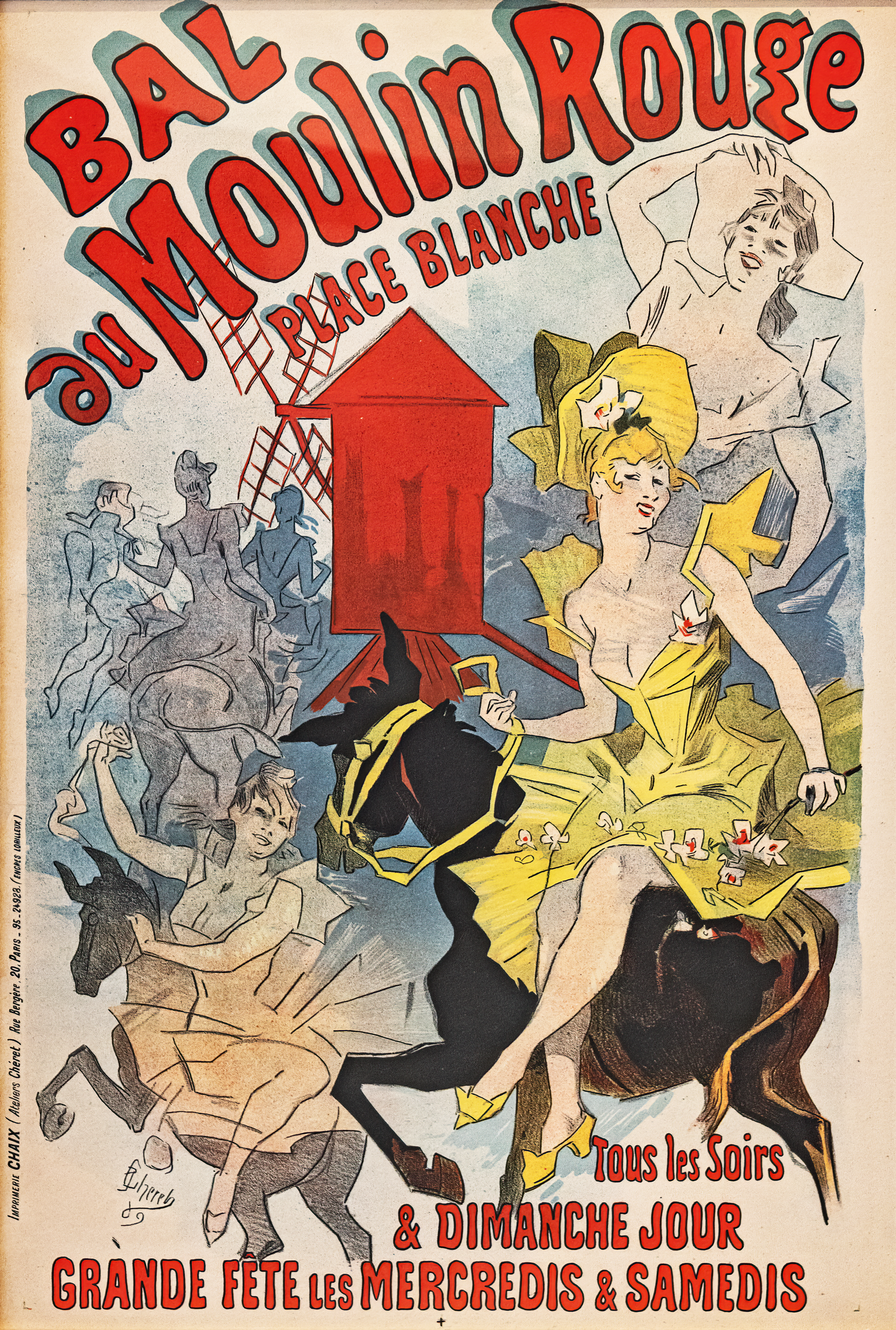
Jules Cheret, 1889

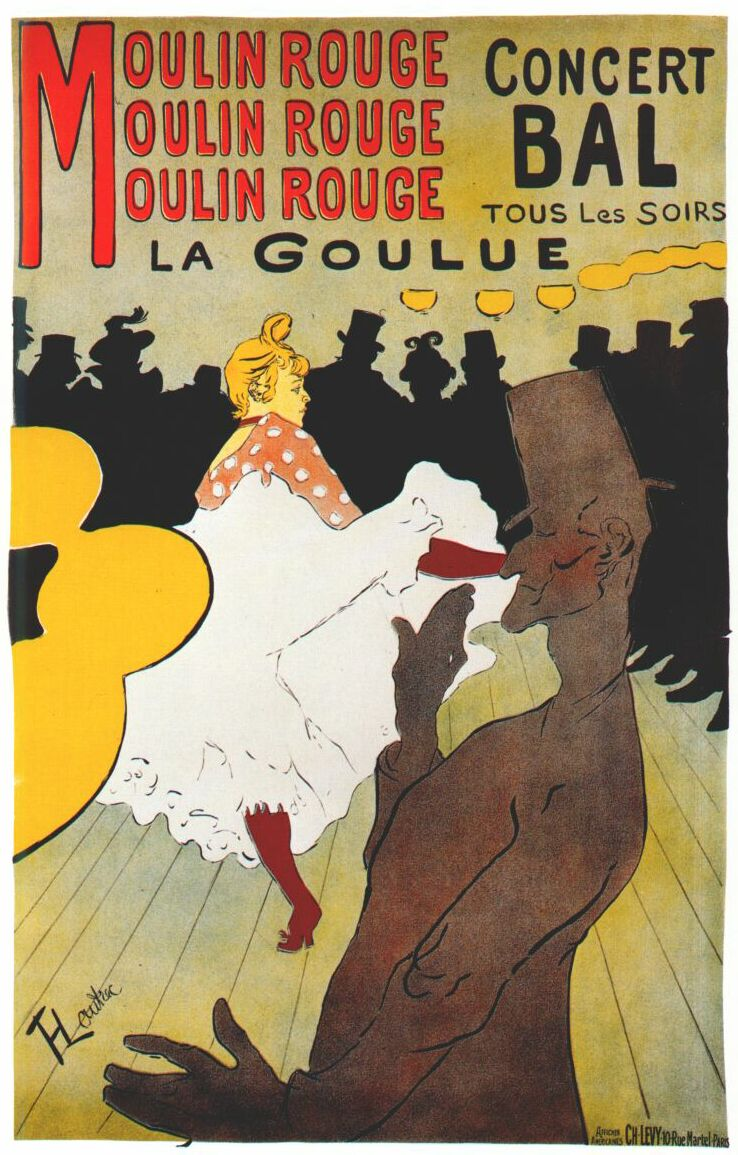
Henri de Toulouse-Lautrec, 1891

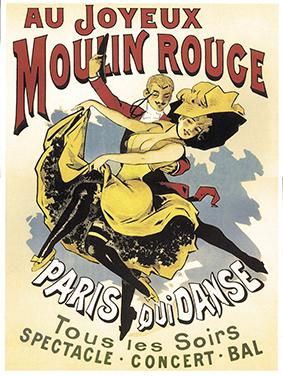
Alfred Choubrac, 1896

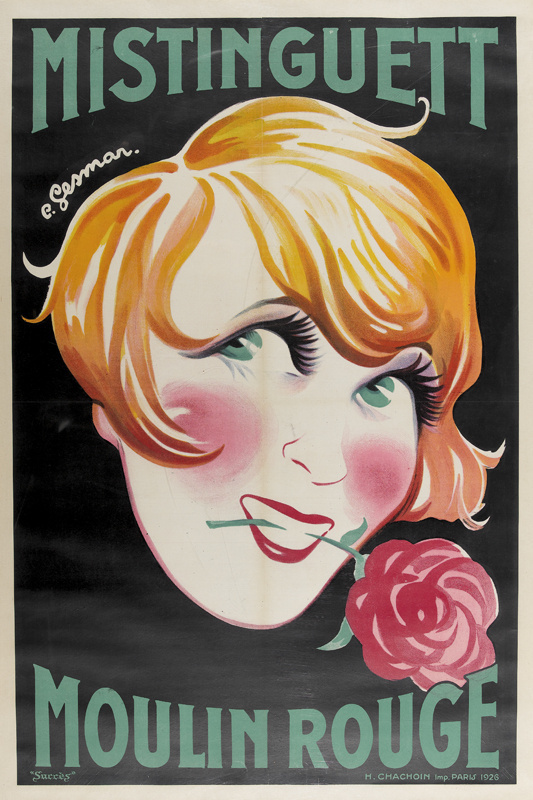
Charles Gesmar, 1926

## Những bộ phim về Moulin rouge
Moulin rouge được đưa lên màn ảnh nhiều lần, gần đây nhất là bộ phim ca nhạc được sản xuất năm 2001 với diễn viên Nicole Kidman thủ vai chính.
- 1928, Moulin Rouge của Ewald André Dupont
- 1934, Moulin Rouge của Sidney Lanfield, với Lucille Ball
- 1939, Moulin Rouge của André Hugon
- 1944, Moulin Rouge của Yves Mirande
- 1952, Moulin Rouge của John Huston, với Zsa Zsa Gabor
- 1955, French Can Can của Jean Renoir
- 2001, Moulin Rouge! của Baz Luhrmann, với Jim Broadbent, Ewan McGregor, Nicole Kidman, John Leguizamo, Kylie Minogue

## Thư viện ảnh

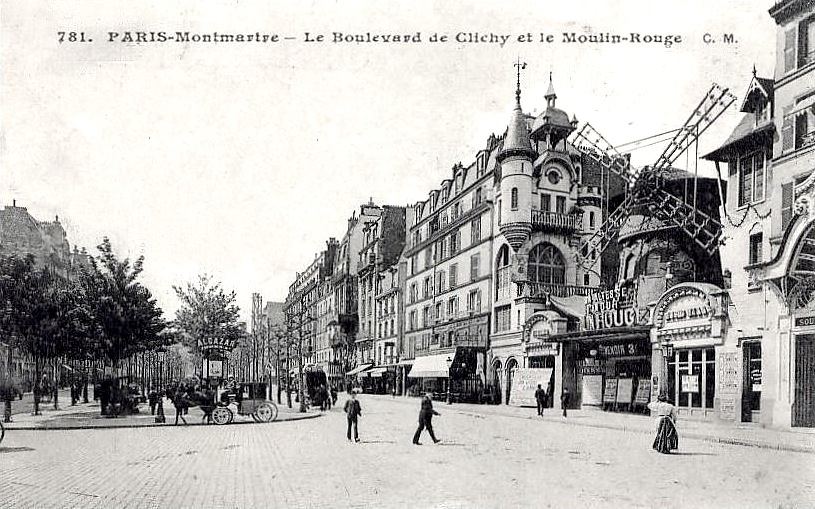
Moulin Rouge trong 1900
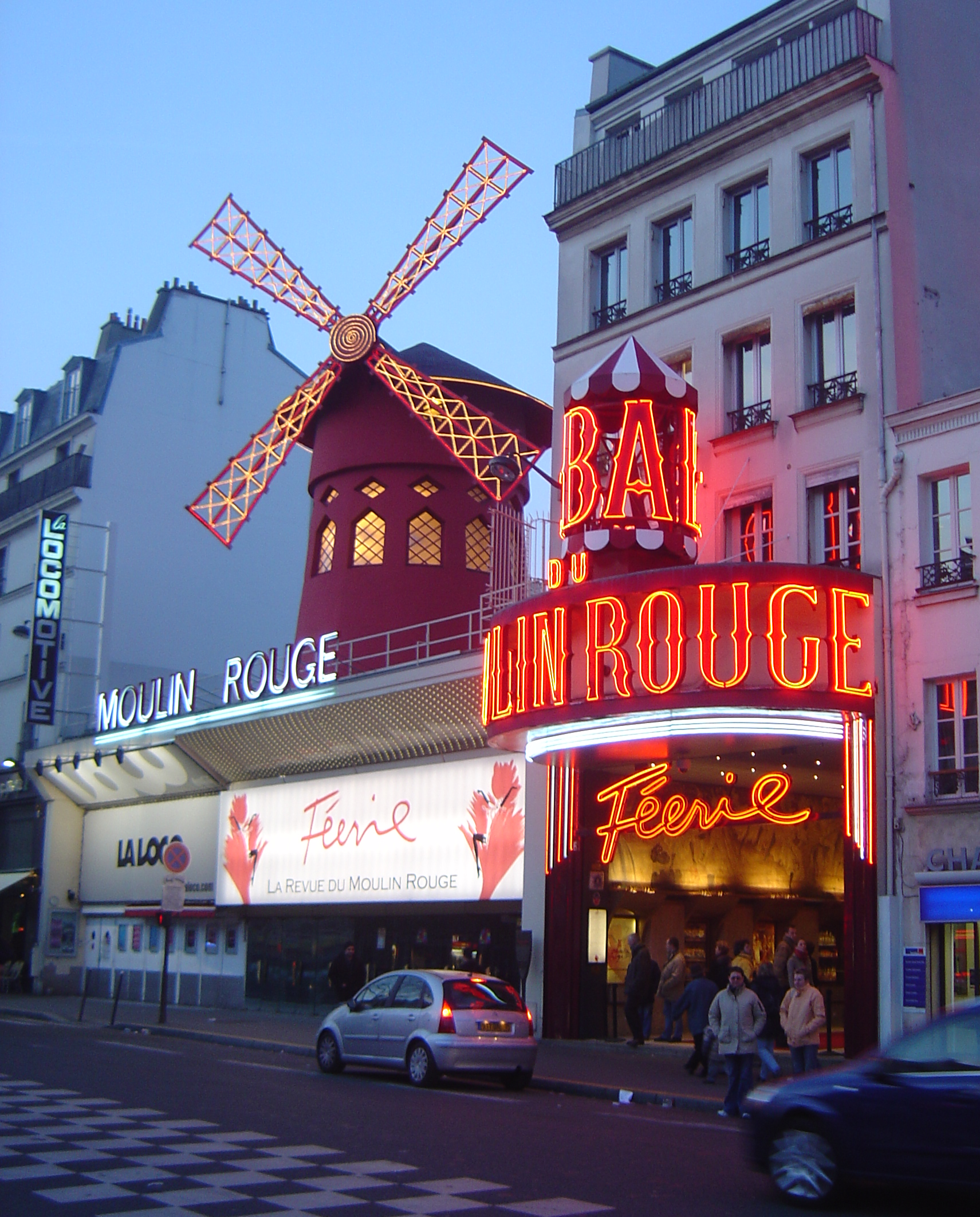
Moulin Rouge
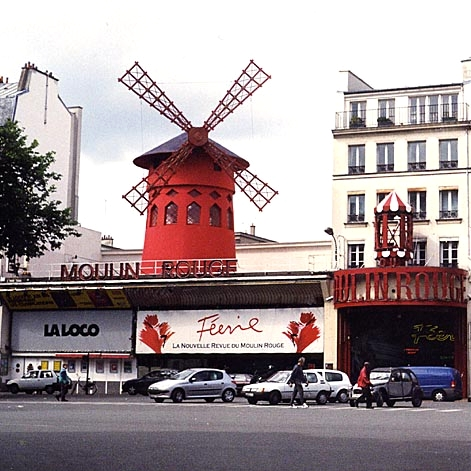
Moulin Rouge buổi sáng